# Exogamie
Exogamie (z řeckého exó, vně a gamos, sňatek) je velmi rozšířené kulturní pravidlo, určující exogamní skupinu, z níž si mladí muži a ženy nemají vybírat své partnery. Exogamní skupinou může být rod, klan, totem nebo jinak vymezená skupina. Pravidlo exogamie je tedy jakýmsi rozšířením téměř univerzálního zákazu incestu, pohlavního styku mezi nejbližšími příbuznými, a vyskytuje se hlavně v usedlých populacích. Protějškem exogamie je endogamie, pravidlo, vymezující skupinu, z níž se partneři mají vybírat.

## Význam a smysl
Etnologové a antropologové 19. století chápali pravidlo exogamie právě jako rozšíření zákazu incestu a vysvětlovali je genetickými důvody: pokud se sexuální partneři vybírají soustavně mezi blízkými, roste nebezpečí výskytu geneticky podmíněných chorob a defektů. Jiní autoři (Morgan, Frazer) ji chápali jako odmítnutí primitivní skupinové promiskuity, naopak Darwin skupinovou promiskuitu odmítal a exogamii chápal jako důsledek převahy vůdčího samce, který ostatní vytlačuje ze skupiny.
Individuálně psychologický výklad exogamie S. Freuda vychází z Oidipovského komplexu a je součástí jeho celkového systému společnosti, jak jej popsal zejména v knize Totem a tabu. Jeho systém se však zakládá na etnologických předpokladech, které se nepotvrdily (například představa prvotní hordy, otcovražda atd.).
Čistě kulturní výklad exogamie podal Claude Lévi-Strauss: exogamie brání přílišnému uzavírání a izolaci menších lidských skupin a nutí je uzavírat vnější sňatky, které znamenají také spojenectví a vzájemnou podporu. Skupiny, které se exogamně chovaly, dokázaly jednak čelit přechodným výkyvům v poměru mužů a žen ve skupině, jednak vytvářely širší solidární společenství s rozšířenou výměnou nevěst. Příkladem společenské skupiny, jež si pravidlo exogamie nezavedla, je indická kasta.